# Okręg wyborczy nr 1 do Senatu Rzeczypospolitej Polskiej
Okręg wyborczy nr 1 do Senatu Rzeczypospolitej Polskiej obejmuje obszar powiatów bolesławieckiego, lubańskiego, lwóweckiego i zgorzeleckiego (województwo dolnośląskie). Wybierany jest w nim 1 senator na zasadzie większości względnej.
Utworzony został w 2011 na podstawie Kodeksu wyborczego. Po raz pierwszy zorganizowano w nim wybory 9 października 2011. Wcześniej obszar okręgu nr 1 należał do okręgu o tym samym numerze.
Siedzibą okręgowej komisji wyborczej jest Legnica.

## Reprezentanci okręgu
| Rok  | Rok  | Senator            | Komitet wyborczy         |
| ---- | ---- | ------------------ | ------------------------ |
|      | 2011 | Jan Michalski      | Platforma Obywatelska RP |
|      | 2015 | Rafał Ślusarz      | Prawo i Sprawiedliwość   |
| 2019 |      | Rafał Ślusarz      | Prawo i Sprawiedliwość   |
|      | 2023 | Waldemar Witkowski | Nowa Lewica              |

## Wyniki wyborów
Symbolem „●” oznaczono senatorów ubiegających się o reelekcję.

### Wybory parlamentarne 2011
| Kandydat                                                                                     | Kandydat        | Komitet wyborczy             | Głosów | Głosów | Głosów |
| Kandydat                                                                                     | Kandydat        | Komitet wyborczy             | Liczba | %      | +/–    |
| -------------------------------------------------------------------------------------------- | --------------- | ---------------------------- | ------ | ------ | ------ |
|                                                                                              | Jan Michalski   | Platforma Obywatelska RP     | 33 641 | 35,55  | –      |
|                                                                                              | Jerzy Zieliński | KWW Rafał Dutkiewicz         | 20 474 | 21,63  | –      |
|                                                                                              | Roman Kulczycki | Prawo i Sprawiedliwość       | 19 965 | 21,10  | –      |
|                                                                                              | Piotr Hetel     | Sojusz Lewicy Demokratycznej | 10 149 | 10,72  | –      |
|                                                                                              | Jerzy Dulnik    | Polskie Stronnictwo Ludowe   | 7476   | 7,90   | –      |
|                                                                                              | Anetta Stemler  | Narodowe Odrodzenie Polski   | 2934   | 3,10   | –      |
| Frekwencja: 42,09% Liczba głosów ważnych: 94 639 (96,62%) Źródło: Państwowa Komisja Wyborcza |                 |                              |        |        |        |

### Wybory parlamentarne 2015
| Kandydat | Kandydat         | Komitet wyborczy                             | Głosów | Głosów | Głosów |
| Kandydat | Kandydat         | Komitet wyborczy                             | Liczba | %      | +/–    |
| --- | ---------------- | -------------------------------------------- | ------ | ------ | ------ |
| | Rafał Ślusarz    | Prawo i Sprawiedliwość                       | 34 858 | 36,93  | +15,83 |
| | Jan Michalski ●  | Platforma Obywatelska RP                     | 31 248 | 33,10  | –2,45  |
| | Andrzej Adamczuk | KKW Zjednoczona Lewica SLD+TR+PPS+UP+Zieloni | 15 737 | 16,67  | +5,95  |
| | Anetta Stemler   | Narodowe Odrodzenie Polski                   | 6378   | 6,76   | +3,66  |
| | Jerzy Dulnik     | Polskie Stronnictwo Ludowe                   | 6177   | 6,54   | -1,36  |
| Frekwencja: 42,89% Liczba głosów ważnych: 94 398 (96,35%) Źródło: [parlament2015.pkw.gov.pl/351_Wyniki_Senat/0/0/1.html Państwowa Komisja Wyborcza] |                  |                                              |        |        |        |

### Wybory parlamentarne 2019
| Kandydat                                                                                      | Kandydat              | Komitet wyborczy                           | Głosów | Głosów | Głosów |
| Kandydat                                                                                      | Kandydat              | Komitet wyborczy                           | Liczba | %      | +/–    |
| --------------------------------------------------------------------------------------------- | --------------------- | ------------------------------------------ | ------ | ------ | ------ |
|                                                                                               | Rafał Ślusarz ●       | Prawo i Sprawiedliwość                     | 45 420 | 38,53  | +1,60  |
|                                                                                               | Władysław Kozakiewicz | KKW Koalicja Obywatelska PO .N iPL Zieloni | 43 529 | 36,92  | +3,82  |
|                                                                                               | Piotr Roman           | KWW Koalicja Bezpartyjni i Samorządowcy    | 28 938 | 24,55  | –      |
| Frekwencja: 54,54% Liczba głosów ważnych: 117 887 (98,05%) Źródło: Państwowa Komisja Wyborcza |                       |                                            |        |        |        |

### Wybory parlamentarne 2023
| Kandydat                                                                                      | Kandydat           | Komitet wyborczy         | Głosów | Głosów | Głosów |
| Kandydat                                                                                      | Kandydat           | Komitet wyborczy         | Liczba | %      | +/–    |
| --------------------------------------------------------------------------------------------- | ------------------ | ------------------------ | ------ | ------ | ------ |
|                                                                                               | Waldemar Witkowski | Nowa Lewica              | 55 372 | 39,36  | –      |
|                                                                                               | Rafał Ślusarz ●    | Prawo i Sprawiedliwość   | 45 644 | 32,45  | –6,08  |
|                                                                                               | Kamil Barczyk      | Bezpartyjni Samorządowcy | 39 654 | 28,19  | +3,64  |
| Frekwencja: 69,36% Liczba głosów ważnych: 140 670 (97,41%) Źródło: Państwowa Komisja Wyborcza |                    |                          |        |        |        |